# Liste der Naturdenkmale in Kubschütz
Die Liste der Naturdenkmale in Kubschütz nennt die Naturdenkmale in Kubschütz im sächsischen Landkreis Bautzen.

## Definition
„Naturdenkmäler sind rechtsverbindlich festgesetzte Einzelschöpfungen der Natur oder entsprechende Flächen bis zu fünf Hektar, deren besonderer Schutz erforderlich ist
1. aus wissenschaftlichen, naturgeschichtlichen oder landeskundlichen Gründen oder
2. wegen ihrer Seltenheit, Eigenart oder Schönheit.“

## Liste
Link zu einem Kartenansichtstool, um Koordinaten zu setzen.
| Bild            | Bezeichnung                                  | Lage                                                | Beschreibung | Datum | Nummer |
| --------------- | -------------------------------------------- | --------------------------------------------------- | ------------ | ----- | ------ |
| BW              | Steinrücken in der Feldflur Daranitz         | Daranitz (51° 8′ 59,2″ N, 14° 28′ 49,9″ O)          |              |       | B088   |
| BW              | Baumgruppe von Winterlinden Canitz-Christina | Canitz-Christina (51° 10′ 29,2″ N, 14° 31′ 45,9″ O) |              |       | B090   |
| BW              | 2 Stieleichen                                | Kubschütz (51° 10′ 39,9″ N, 14° 30′ 46,5″ O)        |              |       | 258    |
| Fotos hochladen | Blösaer Tal                                  | Blösa (51° 9′ 13,6″ N, 14° 29′ 42,2″ O)             |              |       | B033   |
| Fotos hochladen | Zwei Quellen des Albrechtsbaches             | Rachlau (51° 7′ 32,4″ N, 14° 30′ 43,3″ O)           |              |       | B034   |
| BW              | Zwei Quellen des Albrechtsbaches             | Döhlen (51° 7′ 41,9″ N, 14° 30′ 8,9″ O)             |              |       | B034   |
| BW              | Steinrücken "Siebers Horka"                  | Rachlau (51° 8′ 19,5″ N, 14° 31′ 12,1″ O)           |              |       | B035   |
| Fotos hochladen | Gipfelklippen Czorneboh                      | Rachlau (51° 7′ 8,6″ N, 14° 31′ 1,6″ O)             |              |       | B036   |
| Fotos hochladen | Gipfelklippen Hromadnik                      | Rachlau (51° 7′ 15,8″ N, 14° 30′ 11,8″ O)           |              |       | B037   |
| Fotos hochladen | Mittelberg der Kreckwitzer Höhen             | Kreckwitz (51° 12′ 32,7″ N, 14° 30′ 31,1″ O)        |              |       | BZ050  |
| BW              | Halbtrockenrasenbiotop Grubditz              | Grubditz (51° 9′ 11,7″ N, 14° 26′ 47,7″ O)          |              |       | BZ219  |
| BW              | Halbtrockenrasenbiotop Ebendörfel            | Grubditz (51° 9′ 5,8″ N, 14° 26′ 50,5″ O)           |              |       | BZ220  |